# Чайка (авіабаза)
Морська вертолітна авіабаза „Чайка“ (болг. Морска вертолетна авиобаза „Чайка“) — військово-морська авіабаза ВМС Болгарії, розташована біля Варненського озера в районі Аспарухово в місті Варна.

## Історія

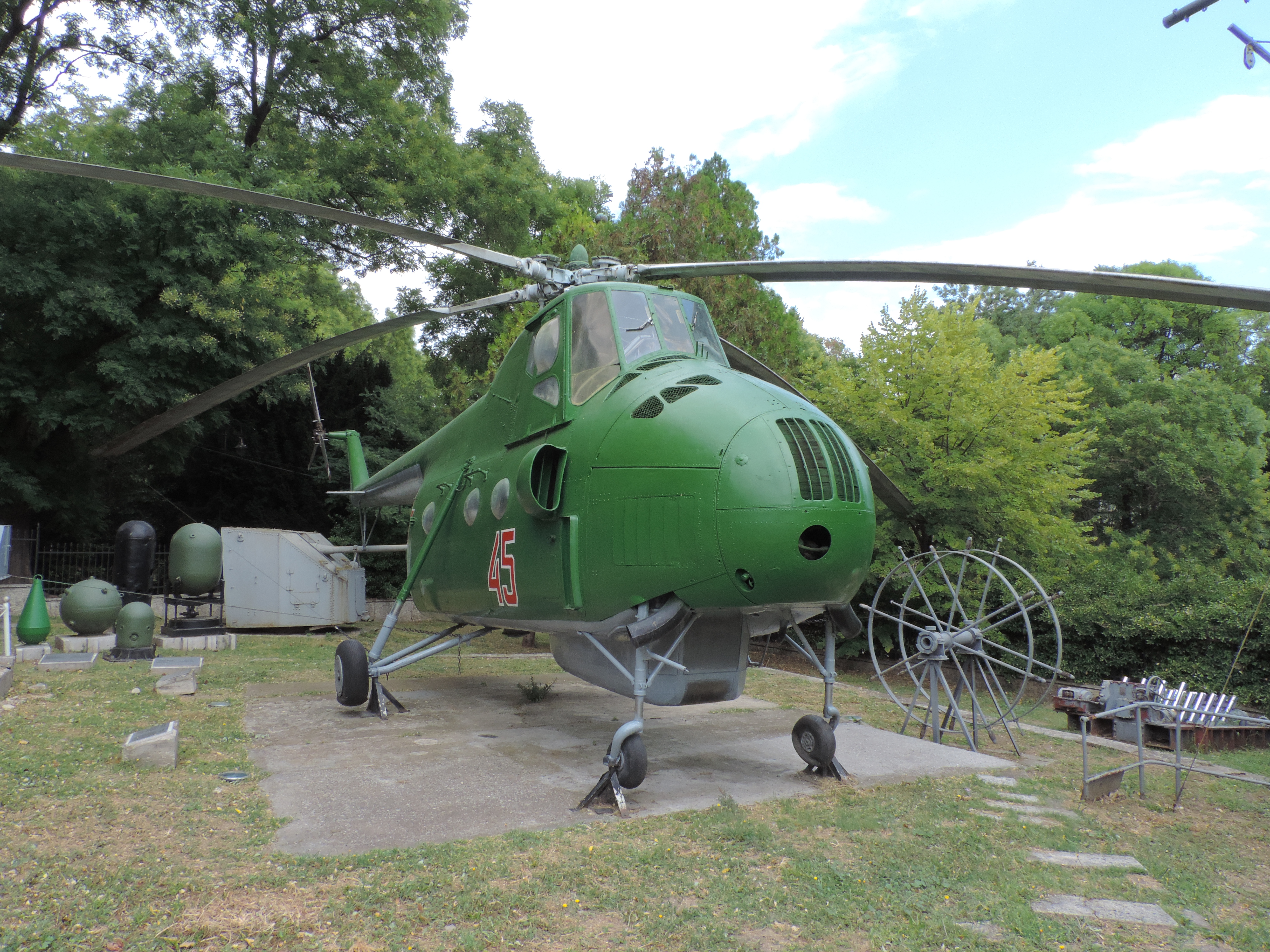
Мі-4 Збройних Сил Болгарії.

14 жовтня 1959 року у складі повітряних сил була сформована протичовнова ескадрилья. Спочатку вона базувалась в аеропорту Враждебна і мала на озброєнні вертольоти Мі-4М. У травні 1961 року ескадрилья була перебазована на аеродром Чайка і підпорядкована Військово-Морським Силам.
У період 1979 – 1982 років на озброєння надійшли вертольоти Мі-14ПЛ і Мі-14БТ, які замінили застарілі Мі-4.
9 жовтня 2011 року із 6 замовлених було отримано перший вертоліт Eurocopter AS565 Panther. Було поставлено 3 вертольоти, а від решти 3 відмовилися через брак коштів.

## Інциденти
29 січня 1966 року під час перебазування з аеропорту Балчик на аеропорт Чайка вертоліт Мі-4 з бортовим номером 55 розбився в озері Варна. Загинув весь екіпаж:
підполковник Дамян Димитров Алексієв – командир вертолітної ескадрильї;
майор Васильєв Микола Васильєв – начальник штабу ескадрильї;
Майор Петар Тодоров Пеньков – штурман ескадрильї.
На авіабазі «Чайка» є пам'ятник загиблим авіаторам.
9 червня 2017 року під час виконання завдання під час тактичних навчань «Чорне море – 2017» гелікоптер AS565MB Panther впав у Чорне море на відстані близько 7 морських миль на схід від гирла річки Камчия, внаслідок чого загинув командир вертольота майор Георгій Анастасов.